# Troy Deeney
Troy Matthew Deeney (Birmingham, 29 giugno 1988) è un allenatore di calcio ed ex calciatore inglese di origini giamaicane, di ruolo attaccante.

## Biografia
Il 29 febbraio 2012 in un pub di Birmingham (sua città natale), dopo qualche bicchiere di troppo e anche qualche parola sbagliata, fuori dal pub scoppia una rissa in cui Troy verrà coinvolto. Le telecamere inchiodarono Deeney: i filmati mostrarono il giocatore mentre spingeva uno studente per strada e lo prendeva a calci. La furia di Deeney non risparmiò neppure un agente accorso sul posto, a cui lusserà una spalla. Arriva la polizia, lo porta via. Lui, che già giocava nel Watford, viene condannato a 10 mesi di carcere. Scontati i primi tre mesi, il centravanti del Watford fu rilasciato in semi-libertà e con il braccialetto elettronico.
Nel marzo 2020 viene ricoverato in ospedale per via di febbre alta, problemi intestinali e renali causati dal COVID-19, affermando di essere stato attaccato a un ventilatore meccanico per quattro giorni consecutivi. Nell'ottobre dello stesso anno diventa scrittore per il giornale britannico The Sun, scrivendo una rubrica quindicinale per la sezione sportiva del periodico, divenendo anche ospite durante le trasmissioni mattutine di TalkSPORT.
Nell'aprile 2021 lancia il proprio podcast, Deeney Talks.
Si è sempre dichiarato un grande tifoso del Birmingham City, per questo motivo i tifosi dell'Aston Villa lo hanno spesso fischiato.

## Caratteristiche tecniche
Attaccante completo, dotato di un ottimo fiuto del gol, possiede una buona precisione di tiro ed una discreta velocità. Abile colpitore di testa, si rende utile anche in fase difensiva, soprattutto nei calci d'angolo.

## Carriera

### Calciatore - Club

#### Gli inizi
Inizia la sua carriera facendo un periodo di prova di 4 giorni nelle giovanili dell'Aston Villa. Nel 2004 viene tesserato dal Chelmsley Town. Debutta ufficialmente con esso il 9 ottobre 2004, in una vittoria 2-1 sui Mile Oak Rovers. Dopo essersi affermato come titolare, al termine della stagione 2005-2006 viene nominato giocatore dell'anno. Grazie a delle buone prestazioni un osservatore del Walsall decide di proporlo alla società e ingaggiarlo.

#### Walsall
A soli 19 anni debutta in Football League One. Successivamente, dato il poco spazio in rosa, viene girato in prestito all'Halesowen Town, con cui mette a segno 8 reti in 10 presenze. Segna il suo primo goal contro il Millwall nel settembre del 2007. Conclude la sua prima stagione con 9 reti in 45 partite. La stagione successiva inizia male tanto da segnare solo due gol nella prima parte del campionato. Grazie però all'arrivo del manager Chris Hutchings, Deeney riesce a segnare con più frequenza e concluderà la stagione con 12 reti totali. Il 9 settembre 2009 viene annunciato il suo rinnovo contrattuale fino al 2011. Nel 2010 viene votato come giocatore dell'anno per il Walsall. Nell'ultimo anno con la maglia dei Saddlers ha segnato 14 gol.

#### Watford
Il 4 agosto 2010 viene ingaggiato dal Watford, con cui firma un contratto biennale. Poco dopo fa il proprio debutto con gli Hornets in una vittoria esterna contro il Norwich City. Venti giorni dopo segna il suo primo gol con la nuova maglia, nella partita di League Cup contro il Notts County. Complessivamente, nella prima stagione colleziona 40 presenze e tre reti. All'inizio della stagione 2011-2012 il giocatore trovò svariate difficoltà ad imporsi nell'undici titolare poiché la maggior parte delle sue gare disputate l'anno prima sono state giocate partendo dalla panchina. Tuttavia, il giocatore riuscirà presto a rientrare definitivamente nei titolari, finendo per totalizzare 46 presenze in una stagione segnata dall'approdo in panchina di Sean Dyche. Il 26 marzo 2012 viene annunciato il rinnovo del contratto del giocatore. A fine stagione, inoltre, gli verrà assegnato il premio di Gol dell'anno. Dopo il periodo in prigione, torna a giocare per il Watford il 22 settembre dello stesso anno, contro il Bristol City. Torna al gol già alla sua seconda presenza in una gara contro l'Huddersfield Town.  Il 16 febbraio 2013 segna una doppietta contro il Birmingham City, squadra della sua città natale. Il 4 marzo rinnova il suo contratto fino al 2016. Conclude l'annata con 12 gol totali. Nella stagione di Championship 2012-2013 realizza 20 reti in 40 partite disputate, contribuendo in modo determinante alla scalata della squadra londinese fino alla finale dei play-off persa contro il Crystal Palace per 0-1.
Il 12 maggio 2013, nella semifinale di Championship, il Watford di Zola affronta il Leicester City al Vicarage Road. Nella partita di andata, i Foxes avevano battuto gli avversari 1-0 in casa grazie ad una rete di David Nugent all'82', e di conseguenza il Watford era costretto a vincere con più di una rete di scarto per la promozione in Premier League. Il risultato è fissato sul punteggio di 2-1 in favore dei padroni di casa (con cui il match si sarebbe dilungato fino ai tempi supplementari), ma al 94' viene assegnato un rigore al Leicester: sul dischetto si presenta Knockaert, che si fa neutralizzare il penalty dal portiere Almunia. Scattò così il contropiede del Watford, che giunse dopo pochi secondi ai limiti dell'area di rigore avversaria, in cui Deeney colse una sponda dalla sinistra e, al 97', scagliò il pallone in porta con un potentissimo destro al volo, facendo esplodere di gioia il pubblico presente. A quel punto, Deeney si tolse la maglia e iniziò a correre a perdifiato sul campo fino a tuffarsi letteralmente fra i suoi tifosi in festa che, dal canto loro, invasero in massa il rettangolo di gioco in preda all'euforia generale.
Inizia la stagione 2013-2014 mettendo a segno la rete decisiva contro il Birmingham City nella gara inaugurale. Una settimana più tardi Deeney mette a segno la sua prima tripletta in carriera nella rocambolesca vittoria per 6-1 contro il Bournemouth, la prima dopo quella segnata da Michael Chopra nel 2003. Il 29 marzo 2014, a seguito di una doppietta allo Sheffield Wednesday, è diventato il primo giocatore nella storia del Watford a mettere a segno più di 20 reti in più stagioni consecutive. Al termine della stagione, l'attaccante inglese è stato premiato come giocatore dell'anno della squadra.
Dopo la partenza di Almunia, viene ufficialmente nominato capitano dal nuovo tecnico Giuseppe Sannino alla vigilia della stagione 2014-2015. Grazie ai suoi gol, Deeney trascina gli Hornets al secondo posto finale, che comporta l'approdo diretto alla massima serie inglese senza passare dai play-off.
L'8 agosto 2015 fa il proprio debutto ufficiale in Premier League, capitanando la propria squadra in una gara pareggiata contro l'Everton (2-2), mentre il 24 ottobre mette a segno la sua prima rete in massima divisione al 43' minuto della gara vinta per 2-0 in casa dello Stoke City. Il 21 novembre il Watford affronta in casa il Manchester United: la gara è sullo 0-1, e all'87' minuto sarà assegnato un calcio di rigore agli Hornets, realizzato proprio da Deeney; peccato però che sarà proprio lui stesso a condannare la propria squadra alla sconfitta definitiva, segnando un'autorete al 90' minuto in seguito ad un tiro effettuato da Bastian Schweinsteiger. Tuttavia, conclude la stagione mettendo a segno 13 reti in 36 presenze di campionato.
Il 1º luglio 2016 viene ufficializzato il rinnovo del suo contratto fino all'estate del 2021. Il 26 dicembre 2016 mette a segno la sua rete numero 100 in carriera nella gara contro il Crystal Palace (1-1), divenendo così il quinto giocatore nella storia del club a raggiungere tale cifra. Conclude la stagione 2016-2017 totalizzando 40 presenze e mettendo a segno 10 reti, tutte di campionato.
Nel maggio 2020, in seguito alla sospensione del campionato per via della pandemia di COVID-19, il giocatore ha momentaneamente rifiutato di continuare le proprie sessioni di allenamento per evitare di mettere a rischio la vita del suo bimbo di 5 mesi con difficoltà respiratorie. Dopo essere tornato ad allenarsi con la squadra, l'11 luglio torna al gol mettendo a segno una doppietta su calcio di rigore ai danni del Newcastle United. Dopo la gara, lo stesso giocatore annuncia di aver subito un infortunio al ginocchio che lo avrebbe tenuto fuori per un cospicuo periodo di tempo. Termina la stagione mettendo a segno 10 reti in 27 presenze, con la propria squadra retrocessa in Championship dopo 5 anni.
Dopo varie voci riguardanti il suo possibile addio alla squadra, inizia la stagione successiva mettendo a segno la rete decisiva dello scontro con il Luton Town. Durante questa stagione, il Watford sarà reduce di un campionato sopra le aspettative, riuscendo a tornare in massima divisione dopo appena un anno dalla retrocessione in seguito ad una vittoria contro il Millwall.
La sua prima presenza dopo il ritorno in Premier League arriva il 14 agosto 2021, subentrando al 79' minuto al posto di Tom Cleverley in una gara contro l'Aston Villa. Deeney farà la sua ultima apparizione ufficiale con la maglia del Watford il 21 agosto, in una gara contro il Brighton, sostituendo Ken Sema al 78' minuto. Il successivo 30 agosto viene annunciata la consensuale rescissione del contratto del giocatore. In 11 stagioni consecutive al club ha messo assieme un totale di 419 presenze e 140 reti, collocandosi al quarto posto della classifica dei migliori marcatori della storia del club.

#### Birmingham City
Il 30 agosto 2021 viene acquistato dal Birmingham City. Fa il proprio debutto con la sua nuova squadra il 10 settembre 2021, in una vittoria interna contro il Derby County. Mette a segno la sua prima rete il 15 settembre successivo, in una gara casalinga persa per 4-1 contro il Fulham. Nel gennaio 2022, date le sue buone prestazioni, viene nominato capitano dell'undici titolare. Termina la sua prima annata totalizzando 22 presenze e solamente 4 reti. L'annata successiva, riesce a risollevare, anche se di poco, la sua media realizzativa, terminandola mettendo a segno un totale di 7 reti in 34 presenze. Al termine della stagione 2022-2023, assieme ad altri giocatori, lascia la squadra.

### Allenatore - Club

#### Forest Green Rovers
Il 17 agosto 2023 viene ingaggiato dal Forest Green Rovers, in League Two inglese, ottenendo il ruolo di giocatore-allenatore. Esordisce ufficialmente con il club appena due giorni dopo la firma, in una sconfitta contro il Newport County. La settimana seguente, metterà a segno anche la sua prima rete, in una pareggio per 1-1 contro il Wimbledon. Il 23 settembre sarà autore di una tripletta ai danni del Notts County, non riuscendo tuttavia a far ottenere i tre punti alla propria squadra, che perderà la gara per 4-3.
Dopo l'esonero di David Horseman dalla panchina del club, il 20 dicembre 2023 Deeney viene nominato tecnico su base permanente. Debutta in panchina due giorni dopo, in un pareggio a reti bianche contro il Gillingham. Poco dopo, in seguito ad una sconfitta 2-0 contro l'Harrogate Town, Deeney si lascerà andare in una conferenza stampa dove critica aspramente la propria squadra, In seguito a ciò, sarà duramente criticato da leggende della Premier League come Chris Sutton, Shay Given e Martin O'Neill. Successivamente, Deeney decide di rilasciare le proprie scuse. Il 18 gennaio 2024, dopo non essere riuscito ad ottenere una sola vittoria in 6 gare, viene ufficialmente esonerato dalla società.
Tuttavia, il 21 aprile 2024, annuncia definitivamente il ritiro dalle attività agonistiche per diventare un giocatore di biliardo.

## Statistiche

### Presenze e reti nei club
Statistiche aggiornate all'19 dicembre 2023.
| Stagione               | Squadra                | Campionato             | Campionato | Campionato | Coppe nazionali | Coppe nazionali | Coppe nazionali | Coppe continentali | Coppe continentali | Coppe continentali | Altre coppe  | Altre coppe | Altre coppe | Totale | Totale |
| Stagione               | Squadra                | Comp                   | Pres       | Reti       | Comp            | Pres            | Reti            | Comp               | Pres               | Reti               | Comp         | Pres        | Reti        | Pres   | Reti   |
| ---------------------- | ---------------------- | ---------------------- | ---------- | ---------- | --------------- | --------------- | --------------- | ------------------ | ------------------ | ------------------ | ------------ | ----------- | ----------- | ------ | ------ |
| 2004-2005              | Chelmsley Town         | MFC                    | 25         | 2          | -               | -               | -               | -                  | -                  | -                  | BV           | 1           | 0           | 26     | 2      |
| 2005-2006              | Chelmsley Town riserva | MFC                    | 3          | 0          | -               | -               | -               | -                  | -                  | -                  | -            | -           | -           | 3      | 0      |
| 2005-2006              | Chelmsley Town         | MFC                    | 22         | 14         | -               | -               | -               | -                  | -                  | -                  | MFC          | 1           | 1           | 23     | 15     |
| 2006-2007              | Chelmsley Town         | MFC                    | 9          | 7          | -               | -               | -               | -                  | -                  | -                  | BV+CT+MFC+SC | 2+2+1+1     | 0+1+0+2     | 15     | 10     |
| Totale Chelmsley Town  | Totale Chelmsley Town  | Totale Chelmsley Town  | 56         | 23         |                 | -               | -               |                    | -                  | -                  |              | 8           | 4           | 64     | 27     |
| 2006-gen. 2007         | Walsall                | FL2                    | 1          | 0          | FAcup+CdL       | 0+0             | 0               | -                  | -                  | -                  | -            | -           | -           | 1      | 0      |
| gen.-giu. 2007         | Halesowen Town         | SFL                    | 10         | 8          | -               | -               | -               | -                  | -                  | -                  | -            | -           | -           | 10     | 8      |
| 2007-2008              | Walsall                | FL1                    | 35         | 1          | FACup+CdL       | 4+0             | 0               | -                  | -                  | -                  | FLT          | 1           | 0           | 40     | 1      |
| 2008-2009              | Walsall                | FL1                    | 45         | 12         | FACup+CdL       | 1+1             | 0               | -                  | -                  | -                  | FLT          | 2           | 0           | 49     | 12     |
| 2009-2010              | Walsall                | FL1                    | 42         | 14         | FACup+CdL       | 2+1             | 0               | -                  | -                  | -                  | FLT          | 1           | 0           | 46     | 14     |
| Totale Walsall         | Totale Walsall         | Totale Walsall         | 123        | 27         |                 | 9               | 0               |                    | -                  | -                  |              | 4           | 0           | 136    | 27     |
| 2010-2011              | Watford                | FLC                    | 36         | 2          | FACup+CdL       | 2+2             | 0+1             | -                  | -                  | -                  | -            | -           | -           | 40     | 3      |
| 2011-2012              | Watford                | FLC                    | 43         | 11         | FACup+CdL       | 2+1             | 1+0             | -                  | -                  | -                  | -            | -           | -           | 46     | 12     |
| 2012-2013              | Watford                | FLC                    | 40+2       | 19+1       | FACup+CdL       | 1+0             | 0               | -                  | -                  | -                  | -            | -           | -           | 43     | 20     |
| 2013-2014              | Watford                | FLC                    | 44         | 24         | FACup+CdL       | 3+1             | 1+0             | -                  | -                  | -                  | -            | -           | -           | 48     | 25     |
| 2014-2015              | Watford                | FLC                    | 42         | 21         | FACup+CdL       | 1+0             | 0               | -                  | -                  | -                  | -            | -           | -           | 43     | 21     |
| 2015-2016              | Watford                | PL                     | 38         | 13         | FACup+CdL       | 5+0             | 2               | -                  | -                  | -                  | -            | -           | -           | 43     | 15     |
| 2016-2017              | Watford                | PL                     | 37         | 10         | FACup+CdL       | 2+1             | 0               | -                  | -                  | -                  | -            | -           | -           | 40     | 10     |
| 2017-2018              | Watford                | PL                     | 29         | 5          | FACup+CdL       | 1+1             | 1+0             | -                  | -                  | -                  | -            | -           | -           | 31     | 6      |
| 2018-2019              | Watford                | PL                     | 32         | 9          | FACup+CdL       | 5+0             | 2               | -                  | -                  | -                  | -            | -           | -           | 37     | 11     |
| 2019-2020              | Watford                | PL                     | 27         | 10         | FACup+CdL       | 0+0             | 0               | -                  | -                  | -                  | -            | -           | -           | 27     | 10     |
| 2020-2021              | Watford                | FLC                    | 19         | 7          | FACup+CdL       | -               | -               | -                  | -                  | -                  | -            | -           | -           | 19     | 7      |
| ago. 2021              | Watford                | PL                     | 2          | 0          | FACup+CdL       | -               | -               | -                  | -                  | -                  | -            | -           | -           | 2      | 0      |
| Totale Watford         | Totale Watford         | Totale Watford         | 389+2      | 131+1      |                 | 28              | 8               |                    | -                  | -                  |              | -           | -           | 419    | 140    |
| 2021-2022              | Birmingham City        | FLC                    | 21         | 4          | FACup+CdL       | 1+0             | 0+0             | -                  | -                  | -                  | -            | -           | -           | 22     | 4      |
| 2022-2023              | Birmingham City        | FLC                    | 33         | 7          | FACup+CdL       | 1+0             | 0+0             | -                  | -                  | -                  | -            | -           | -           | 34     | 7      |
| Totale Birmingham City | Totale Birmingham City | Totale Birmingham City | 54         | 11         |                 | 2+0             | 0+0             |                    | -                  | -                  |              | -           | -           | 56     | 11     |
| 2023-2024              | Forest Green           | FL2                    | 16         | 4          | FACup+CdL       | 1+0             | 0+0             | -                  | -                  | -                  | FLT          | 1           | 0           | 18     | 4      |
| Totale carriera        | Totale carriera        | Totale carriera        | 653        | 205        |                 | 40              | 8               |                    | -                  | -                  |              | 13          | 4           | 706    | 217    |